# 성묘 (공빈 김씨)
성묘(成墓)는 대한민국 경기도 남양주시에 위치한 조선 선조의 후궁이자 광해군의 사친인 공빈 김씨의 무덤이다. 1577년(선조 10년)에 공빈 김씨가 세상을 떠나자 현재의 자리에 조성되었고, 1610년(광해군 2년)에 공빈 김씨가 공성왕후로 추존되자 묘도 성릉(成陵)으로 추봉되었다. 1623년에 인조 반정으로 광해군이 폐위되자 공성왕후도 공빈으로 강등되어 성릉도 성묘로 강등되었다.